# Matrix Revolutions
Matrix Revolutions je třetí díl ze série Matrix. Jeho premiéra proběhla zároveň v šedesáti zemích (včetně České republiky) 5. listopadu 2003. Sourozenci Wachowští, scenáristé a režiséři trilogie, se zúčastnili premiéry v Tokiu.

## Děj
Po událostech z druhého dílu, Neo a Bane leží v bezvědomí na ošetřovně ve vznášedle Hammer. Mezitím se však ukáže, že Neova mysl se nachází ve virtuální stanici metra „Mobil Ave“, přechodným místem mezi Matrixem a reálným světem. V této stanici metra potkává „rodinu“ programů, včetně dívky Sati, jejíž otec Neovi prozradí, že jediná cesta, jak se odsud dostat, je metrem řízeným Strojvůdcem, programem pracujícím pro Merovejce. Ten však Nea odmítá převézt, a tak je Neo nucen zůstat na stanici.
Seraph kontaktuje Morphea a Trinity a předá jim vzkaz od Vědmy, která je informuje o Neově poloze. Seraph, Morpheus a Trinity vstoupí do klubu Hel, kde konfrontují Merovejce a přinutí ho propustit Nea. Toho trápí vize o Městě strojů, proto navštíví Vědmu, které vysvětlí své vize: agent Smith má v plánu zničit Matrix a záhy i reálný svět. Vědma jen odpovídá, že „vše, co má začátek, má i konec“, a že válka rozhodne. Po Neově odchodu k Vědmě vtrhnou Smithové, kteří přemění Vědmu, Serapha a Sati v další Smithe.
V reálném světě, posádka Hammeru a již zničeného Nebukadnezaru nalezne Niobinu loď, Logos. Vyslýchají nově probuzeného Banea, nicméně ten si ohledně bývalého masakru nic nepamatuje. Vzhledem k blížícímu se boji o Sión se vznášedla vrací zpět, nicméně Neo požaduje jedno vznášedlo pro cestu do Města strojů. Niobe mu nabídne Logos. Proto Neo v doprovodu Trinity odlétá pryč, leč během cesty Bane, který se na loď infiltroval, napadne Trinity. Neo si uvědomí, že Bane je ve skutečnosti jen další Smith, a propukne rvačka. Během boje Neo sice přijde o zrak, nicméně je schopen vidět cokoliv, co souvisí se stroji a Matrixem, a Banea zabije. Společně s Trinity pokračují do Města strojů.
Niobe a Morpheus, jakožto členové posádky Hammeru, naberou kurz do Siónu, který je pod masivním útokem strojů. Mezitím v těžkých bojích v Siónu smrtelně zraněný kapitán Mifune pokyne jistému mladíkovi, aby otevřel bránu pro Hammera. Hammer ihned po příletu aktivuje EMP, čímž zničí útočící stroje, leč i siónskou obranu. Lidé se proto uchýlí do chrámu, kde vyčkají na další stroje v domnění, že to bude jejich poslední boj. Mezitím v blízkosti Města strojů jsou na Logos pod pilotováním Nea a Trinity vystřeleny tisícovky robotických bomb. Ty sice Neo úspěšně ničí díky mentálním schopnostem, ovšem kvůli jejich obrovskému počtu jsou nuceni vzlétnout nad temná oblaka, kde spatří pravé slunce a měsíc. Po opětovném pádu do temnoty zničeného světa ztratí kontrolu nad vznášedlem, kvůli čemuž havarují ve Městě strojů. Při srážce Trinity umírá a Neo vstupuje do nitra města, kde se setkává s „Deus Ex Machina“, vůdcem všech strojů. Neo jej varuje, že Smith hodlá dobýt Matrix i reálný svět, a proto nabízí strojům, že zastaví Smithe výměnou za mír mezi lidmi a stroji. Vůdce strojů souhlasí, proto se druhá vlna strojů v Siónu stáhne zpět.
Stroje opět napojí Nea do Matrixu. Uvnitř něj Neo zjišťuje, že všechny obyvatele Matrixu Smith přeměnil ve své další kopie. Sebejistý Smith vykračuje vpřed, hodlá porazit Nea. Po zdlouhavém a náročném boji Neo pochopí, že porazit Smithe není schopen. Proto využije sám sebe jako přenašeče – nechá se proměnit v dalšího ze Smithů a stroje v reálném světě skrz něj vyšlou výboj energie. To zapříčiní smrt všech Smithů, včetně Nea samotného.
Stroje ustupují ze Siónu, kde se konečně oslavuje konec války se stroji, Morpheus se radostí objímá s Niobe a Neovo tělo je kamsi odvezeno stroji. Celý Matrix se restartuje a Architekt se setkává s Vědmou v parku. Shodují se na tom, že mír vydrží „tak dlouho, jak jen to bude možné“, a že lidem, kteří o to projeví zájem, bude nabídnuto odpojit se od Matrixu. Vědma vzápětí mluví se Sati a myslí si, že se Neo jednou vrátí. Seraph se ptá Vědmy, jestli věděla, co se stane, ale ta jen odpoví, že nevěděla, nýbrž věřila.